# Kursywa angielska
Kursywa angielska – styl pisma odręcznego, wywodzący się z italiki, ustandaryzowany w I poł. XVIII wieku w Anglii. Nazywana dziś potocznie copperplate script (ale także: pismem angielskim, engraver’s script, english roundhand, round hand).

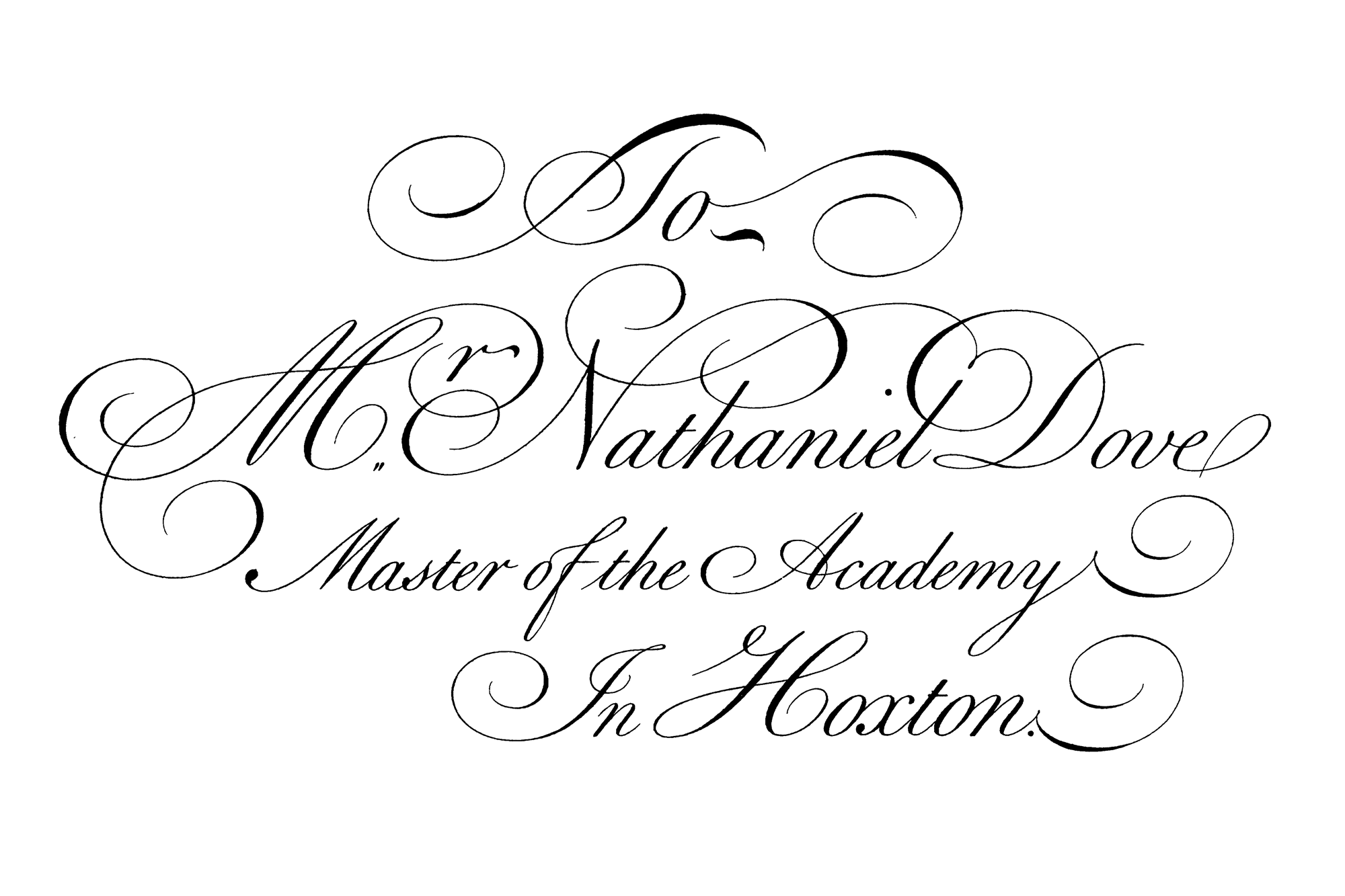
Przykład zastosowania kursywy angielskiej

## Krótka historia powstania
Powstanie kursywy angielskiej jest wynikiem złożonego procesu kaligraficznego, zapoczątkowanego pod koniec renesansu i trwającego aż do początków XVIII w. Wpływ na jej kształtowanie miały cztery główne etapy, powiązane z europejskimi krajami, takimi jak: Włochy, Francja, Niderlandy, Anglia. W XV w. na kształt kursywy angielskiej wielki wpływ wywarła powstała we Włoszech italika, następnie także jej odmiany (bastarda włoska). Na początku XVII w. francuski kaligraf Lucas Materot przedstawiał styl litery uważany dziś za prapoczątek kursywy angielskiej – bastardę kancelaryjną włoską. Znaczącą rolę w kształtowaniu tego stylu odegrały również kraje niderlandzkie, które w XVI i XVII stanowiły prężne ośrodki rozwoju gospodarczego i intelektualnego oraz utrzymywały kontakty handlowe z Anglią. Uprawiano tam antykwę (XVI w.) oraz gotyk (XVII do XIX w.). W Anglii w różnych sferach obowiązywały różne style pisma (gotyckim pismem kursywnym pisano w kancelariach, w strefie wielkiego handlu używano round hand), dlatego w I poł. XVIII w. angielscy kaligrafowie podjęli się próby jego standaryzacji.
Nie miało to być pismo uroczyste typu ronde. Celem było stworzenie praktycznego stylu pisma, w czym pomóc miały: kursywny sposób łączenia liter, lekkie, ale zdyscyplinowane stawianie ich zaostrzonym i dość miękkim piórem, rezygnacja z typowych dla danego regionu odmian liter (tylko proste r, proste d, elementy liter m i n łączone u góry „na okrągło”, a więc inaczej niż we francuskiej coulee).